# حمام ضلع غربی بافت
حمام ضلع غربی بافت مربوط به سده‌های متاخر دوران‌های تاریخی پس از اسلام است و در شهرستان کهگیلویه، بخش مرکزی، شهر دهدشت، بافت تاریخی، شمال شرقی امامزاده معصوم واقع شده و این اثر در تاریخ ۷ خرداد ۱۳۸۷ با شمارهٔ ثبت ۲۲۹۷۷ به‌عنوان یکی از آثار ملی ایران به ثبت رسیده است.